# Grandpré
Pour les articles homonymes, voir Grandpré (homonymie).
Ne doit pas être confondu avec Grand-Pré.
Grandpré est une commune nouvelle française située dans le département des Ardennes, en région Grand Est, dans l'ancienne région administrative de Champagne-Ardenne, avant la fusion avec la Lorraine (toute proche) et l'Alsace.
Elle est issue de la fusion — au 1er janvier 2016 — l'ancienne commune de Grandpré et Termes.

## Géographie

### Localisation
Grandpré se trouve à environ 17 km au sud-est de Vouziers.

### Communes limitrophes
| Longwé       | Briquenay | Beffu-et-le-Morthomme |
| Olizy-Primat | Grandpré  | Champigneulle         |
| Mouron       | Senuc     | Chevières             |

Les informations relatives à la géographie de cette commune sont la fusion des informations des deux communes fusionnées.

### Hydrographie
La commune est traversée par la ligne de partage des eaux entre  les bassins hydrographiques Rhin-Meuse et Seine-Normandie. Elle est drainée par l'Aisne, l'Aire, le ruisseau de Talma, le ruisseau du Moulin, l'Aire, l'Aire, l'Aire, l'Aire, le cours d'eau 01 du Bois de Bas, le cours d'eau 01 du Bois de Ham, le Fossé 04 de la commune de Grandpré, le Fossé 01 du Grand Bourgogne Bois, le Fossé 04 du Grand Bourgogne Bois, le Fossé 07 du Grand Bourgogne Bois, le Fossé du Moulin Levert, le cours d'eau 01 de Beaurepaire, le cours d'eau 01 du Bois de la Sarte, un bras de l'Aire et divers autres petits cours d'eau,.
L'Aisne est un  cours d'eau naturel navigable de 256 km de longueur, traversant les cinq départements Meuse, Marne, Ardennes, Aisne, Oise. Elle est un affluent de rive gauche de l'Oise, ce qui fait d'elle un sous-affluent de la Seine. Elle traverse la commune, s'écoulant d'est en ouest sur une longueur d'environ 0,7 km.
L'Aire, d'une longueur de 125 km, prend sa source dans la commune de Saint-Aubin-sur-Aire, à 324 m d'altitude, et se jette  dans l'Aisne, en rive droite à Senuc, à 104 m d'altitude, après avoir traversé 36 communes. Elle traverse la commune dans sa partie sud, coulant d'est en ouest, sur une longueur d'environ 8,5 km.

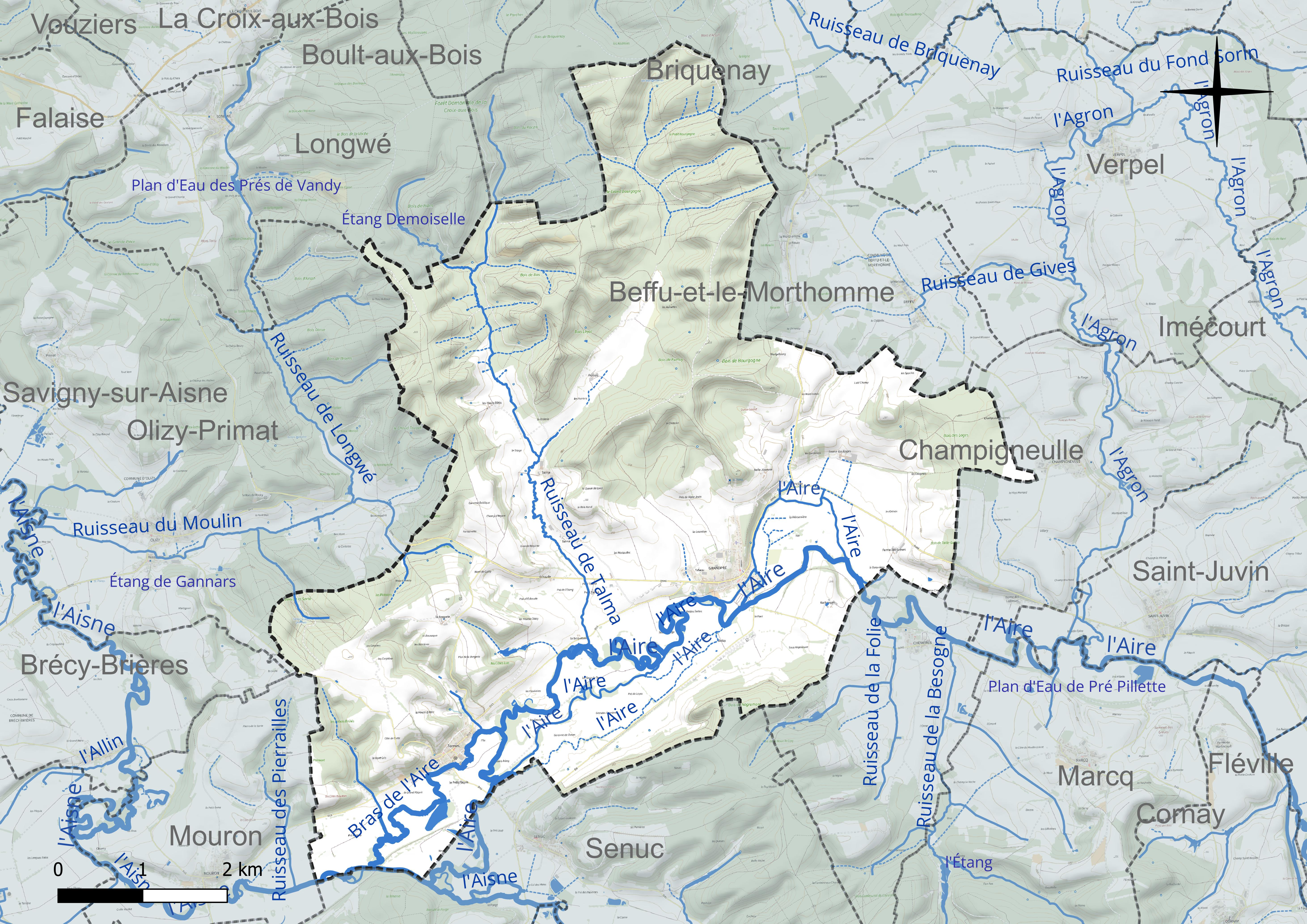
Réseau hydrographique de Grandpré.

Un plan d'eau complète le réseau hydrographique : le Petit Paquis (4,7 ha),.

### Climat
Pour des articles plus généraux, voir Climat du Grand Est et Climat des Ardennes.
En 2010, le climat de la commune est de type climat des marges montargnardes, selon une étude du Centre national de la recherche scientifique s'appuyant sur une série de données couvrant la période 1971-2000. En 2020, Météo-France publie une typologie des climats de la France métropolitaine dans laquelle la commune est exposée à un climat océanique altéré et est dans une zone de transition entre les régions climatiques « Nord-est du bassin Parisien » et « Lorraine, plateau de Langres, Morvan ».
Pour la période 1971-2000, la température annuelle moyenne est de 10,1 °C, avec une amplitude thermique annuelle de 15,7 °C. Le cumul annuel moyen de précipitations est de 847 mm, avec 13,4 jours de précipitations en janvier et 9 jours en juillet. Pour la période 1991-2020, la température moyenne annuelle observée sur la station météorologique de Météo-France la plus proche, « Montcheutin_sapc », sur la commune de Montcheutin à 7 km à vol d'oiseau, est de 11,0 °C et le cumul annuel moyen de précipitations est de 721,9 mm. 
La température maximale relevée sur cette station est de 41,2 °C, atteinte le 25 juillet 2019 ; la température minimale est de −15,5 °C, atteinte le 20 décembre 2009,,.
Les paramètres climatiques de la commune ont été estimés pour le milieu du siècle (2041-2070) selon différents scénarios d'émission de gaz à effet de serre à partir des nouvelles projections climatiques de référence DRIAS-2020. Ils sont consultables sur un site dédié publié par Météo-France en novembre 2022.

## Urbanisme

### Typologie
Au 1er janvier 2024, Grandpré est catégorisée commune rurale à habitat dispersé, selon la nouvelle grille communale de densité à 7 niveaux définie par l'Insee en 2022.
Elle est située hors unité urbaine et hors attraction des villes,.

## Histoire
Les informations relatives à l'histoire de cette commune sont issues de la fusion des informations des deux communes fusionnées.
Le 1er janvier 2016, la commune est née de la fusion de l'ancienne commune de Grandpré et de sa voisine Termes (Ardennes).
Grandpré est au cours des âges l'objet de saccages et pillages de toutes sortes et chaque fois reconstruite. Au sud de Grandpré, la colline surplombant la gare est nommée « Butte d'Attila ».
Le village appartient tout d'abord aux comtes de Grandpré du XIe au XVe siècle, puis il prend son essor sous le règne de la famille de Joyeuse à partir de Louis de Joyeuse, comte de Grandpré et par ailleurs arrière-grand-oncle d'Anne de Joyeuse, vicomte puis duc de Joyeuse.
À la fin de la Première Guerre mondiale, Français et Alliés bombardent sans merci l'ensemble du village ainsi que le domaine des comtes de Joyeuse où se trouvait l'envahisseur, les Uhlans. Le château, qui avait été remanié par Georges Babled à la fin du XIXe siècle, doit être entièrement reconstruit. La porte monumentale (1618) détruite à 60 % a pu être rénovée et retrouver son aspect antérieur.
Au début de la Seconde Guerre mondiale, l'abbé Lépine, curé de la paroisse, craignant à nouveau la destruction du village, fait promettre à ses paroissiens d'édifier une statue à la Vierge. C'est chose faite en 1945 lorsqu'une subvention permet d'édifier sur le site du Châtelet, à l'emplacement des ruines du château féodal sur motte au nord du village, le monument ex-voto de la Vierge du Châtelet. Ce site se trouve sur l'itinéraire du GR.
Au 1er janvier 2016, la commune fusionne avec sa voisine Termes (Ardennes) pour former une nouvelle commune nommée également Grandpré, cette dernière prenant le statut administratif de commune nouvelle. Les deux communes fusionnées prennent le statut administratif de commune déléguée.

## Politique et administration

### Composition
| Nom                         | Code Insee | Intercommunalité           | Superficie (km2) | Population (dernière pop. légale) | Densité (hab./km2) |
| --------------------------- | ---------- | -------------------------- | ---------------- | --------------------------------- | ------------------ |
| Grandpré (commune déléguée) | 08198      | CC de l'Argonne Ardennaise | 28,56            | 447 (2013)                        | 16                 |
| Termes                      | 08441      | CC de l'Argonne Ardennaise | 13,98            | 140 (2013)                        | 10                 |

### Liste des maires
| Période | Période                   | Identité          | Étiquette | Qualité                                         |
| ------- | ------------------------- | ----------------- | --------- | ----------------------------------------------- |
| 2016    | En cours (au 26 mai 2020) | Francis Signoret, | LR        | Retraité Président de la communauté de communes |

## Population et société

### Démographie
L'évolution du nombre d'habitants est connue à travers les recensements de la population effectués dans la commune depuis sa création.

En 2022, la commune comptait 506 habitants, en évolution de −8,66 % par rapport à 2016 (Ardennes : −2,97 %, France hors Mayotte : +2,11 %).
| 2018 | 2022 |
| ---- | ---- |
| 526  | 506  |

L'évolution du nombre d'habitants est connue à travers les recensements de la population effectués dans la commune depuis 1793. À partir du 1er janvier 2009, les populations légales des communes sont publiées annuellement dans le cadre d'un recensement qui repose désormais sur une collecte d'information annuelle, concernant successivement tous les territoires communaux au cours d'une période de cinq ans. Pour les communes de moins de 10 000 habitants, une enquête de recensement portant sur toute la population est réalisée tous les cinq ans, les populations légales des années intermédiaires étant quant à elles estimées par interpolation ou extrapolation. Pour la commune, le premier recensement exhaustif entrant dans le cadre du nouveau dispositif a été réalisé en 2008,.
En 2013, la commune comptait 447 habitants, en diminution de −3,87 % par rapport à 2008 (Ardennes : −1,28 %, France hors Mayotte : 2,49 %).
En 2019, la commune comptait 520 habitants.[réf. nécessaire]

## Économie
Il convient de se reporter aux articles consacrés aux anciennes communes fusionnées.

### Tourisme
Dans une région de tourisme vert (forêt d'Argonne), Grandpré offre depuis les années 1960 un terrain de camping. On relève deux offres de logement à la ferme.
Itinéraires touristiques :
- route « Lacs, forêts, abbayes » ;
- route « Rimbaud, Verlaine » ;
- route de la bataille de Verdun, en passant par Varennes-en-Argonne, village où Louis XVI et sa famille, en fuite, furent arrêtés.

La forêt de Boult-aux-Bois offre un cadre de verdure et de promenades (pistes balisées).
Le village comporte la présence de fossiles de Plésiosaure, plus précisément de Polyptychodon[réf. nécessaire].

## Culture locale et patrimoine
Les informations relatives au patrimoine de cette commune sont issues de la fusion des informations des deux communes fusionnées.

### Lieux et monuments
- L'église Saint-Médard, avec stalles et tombeau des comtes de Joyeuse (XVIIe siècle). Les stalles et le tambour de la porte principale proviennent de l'abbaye de prémontrés de Belval, à la suite de son démantèlement à la Révolution. L'édifice est classé au titre des monuments historiques en 1911.
- Église Saint-Remi de Termes.
- Le château de Grandpré, édifié par la famille de Joyeuse au XVIe siècle et détruit dans un incendie en 1834, dont le porche dit Porte de la Justice et les communs, construits en 1617-1618 dans un style Louis XIII caractérisé par l'utilisation de briques et pierres, de bretèches et d'échauguettes. Le marquis Hennequin d'Equevilly vendit le château en 1791 à Monsieur de Semonville, qui devint ensuite marquis de Montholon Semonville. Mme de Semonville épousa le général Joubert tué à Novi. L'édifice est classé au titre des monuments historiques en 1921.

### Personnalités liées à la commune
- Louis de Joyeuse († 1498), conseiller et chambellan des rois Louis XI, Charles VIII et Louis XII, seigneur de Bouthéon, fondateur de la branche des Joyeuse de Grandpré.
- Henri Hardouin (1727-1808), compositeur, directeur de la maîtrise de la cathédrale de Reims. né et mort à Grandpré. Il repose dans l'église paroissiale de la commune.
- Nicolas Constant Golzart, (1758-1827), avocat, juge, homme politique, député des Ardennes.
- Charles-Louis Huguet de Sémonville (1759-1839), dernier propriétaire du château.
- Jean-Baptiste Boyer (1783-après 1830), sculpteur né à Grandpré.
- Jules Beaujoint (1830-1892), romancier populaire français, né à Grandpré.
- Louis Eugène Péronne (1832-1893), homme politique, notaire à Grandpré.
- Maurice Guérin (1861-1951), entré comme soldat, il fut général des troupes coloniales lors de la Grande guerre. Il est né dans la commune.
- Guy Desson (1909-1980) homme politique, maire de Grandpré de 1953 à 1969[21].
- Jacques Sourdille (1922-1996) homme politique, député et conseiller général du canton de Grandpré[22]

### Héraldique
| Blason de Grandpré | Blason  | Burelé d'or et de gueules.                       |
| Blason de Grandpré | Détails | Le statut officiel du blason reste à déterminer. |